# Nederländernas Grand Prix 1966
Nederländernas Grand Prix 1966 var det femte av nio lopp ingående i formel 1-VM 1966.  

## Resultat
1. Jack Brabham, Brabham-Repco, 9 poäng
2. Graham Hill, BRM, 6
3. Jim Clark, Lotus-Climax, 4
4. Jackie Stewart, BRM, 3
5. Mike Spence, Reg Parnell (Lotus-BRM), 2
6. Lorenzo Bandini, Ferrari, 1
7. Joakim Bonnier, Jo Bonnier (Cooper-Maserati)
8. John Taylor, David Bridges (Brabham-BRM)
9. Guy Ligier, Ligier (Cooper-Maserati)

### Förare som bröt loppet
- Jo Siffert, R R C Walker (Cooper-Maserati) (varv 79, motor)
- Bob Anderson, DW Racing Enterprises (Brabham-Climax) (73, upphängning)
- John Surtees, Cooper-Maserati (44, elsystem)
- Denny Hulme, Brabham-Repco (37, tändning)
- Peter Arundell, Lotus-BRM (28, tändning)
- Dan Gurney, Eagle-Climax (26, oljeläcka)
- Mike Parkes, Ferrari (10, olycka)
- Jochen Rindt, Cooper-Maserati (2, olycka)

### Förare som ej startade
- Bruce McLaren, McLaren-Serenissima (motor)

## Bildgalleri

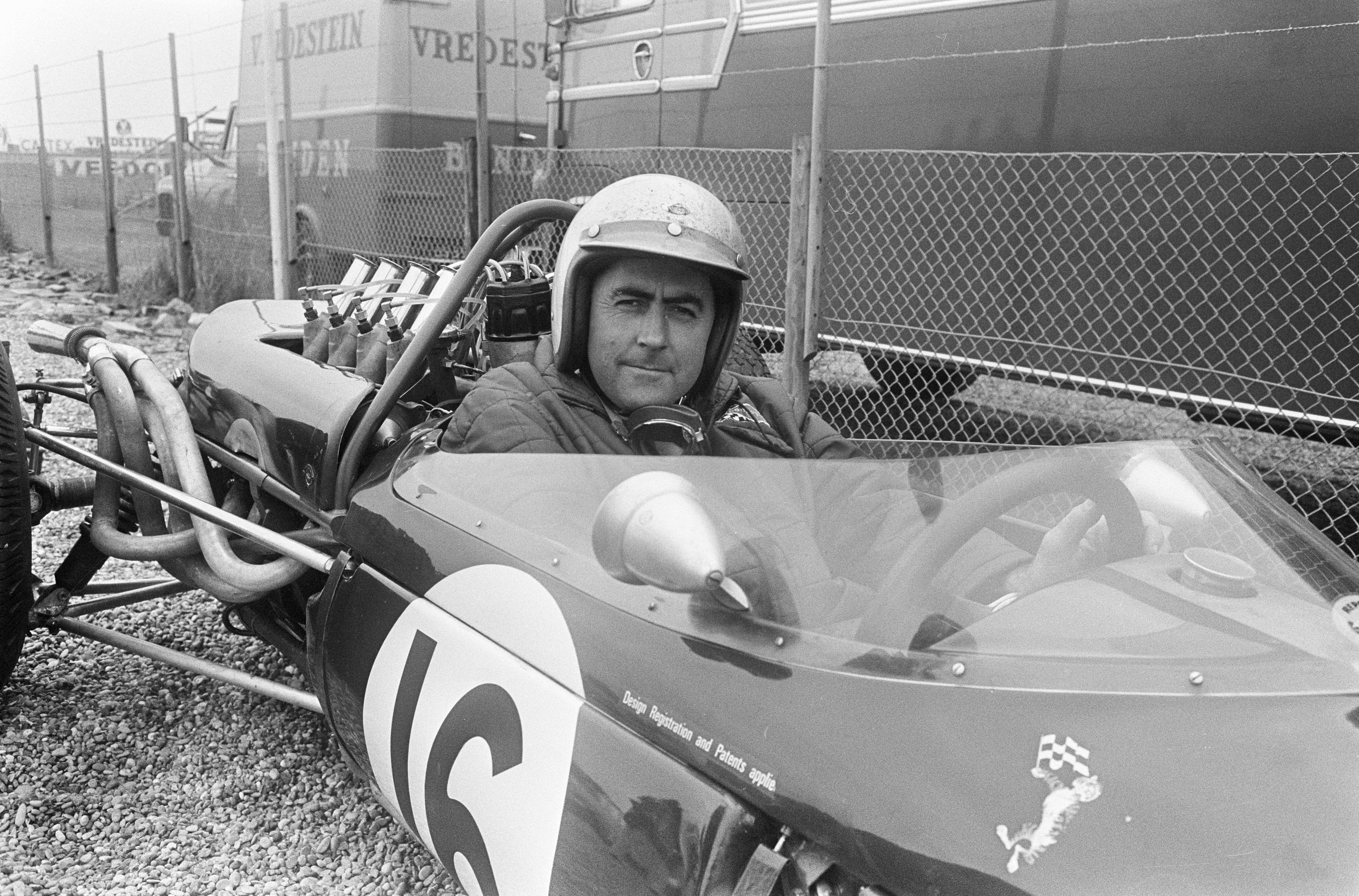
Jack Brabham i sin egenkonstruerade Brabham mad Repco-V8.
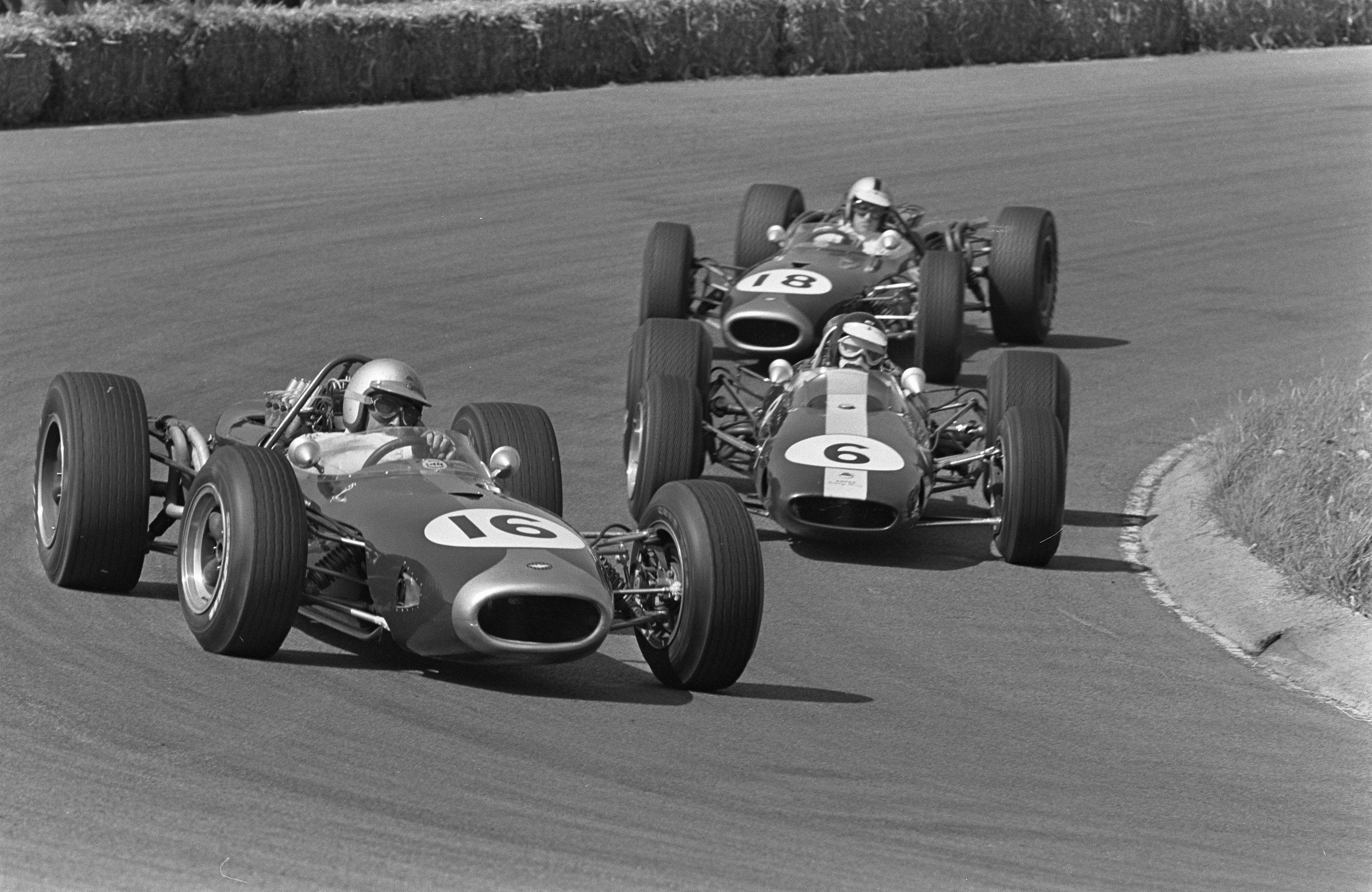
Jack Brabham tätt följd av Jim Clark och Denny Hulme.
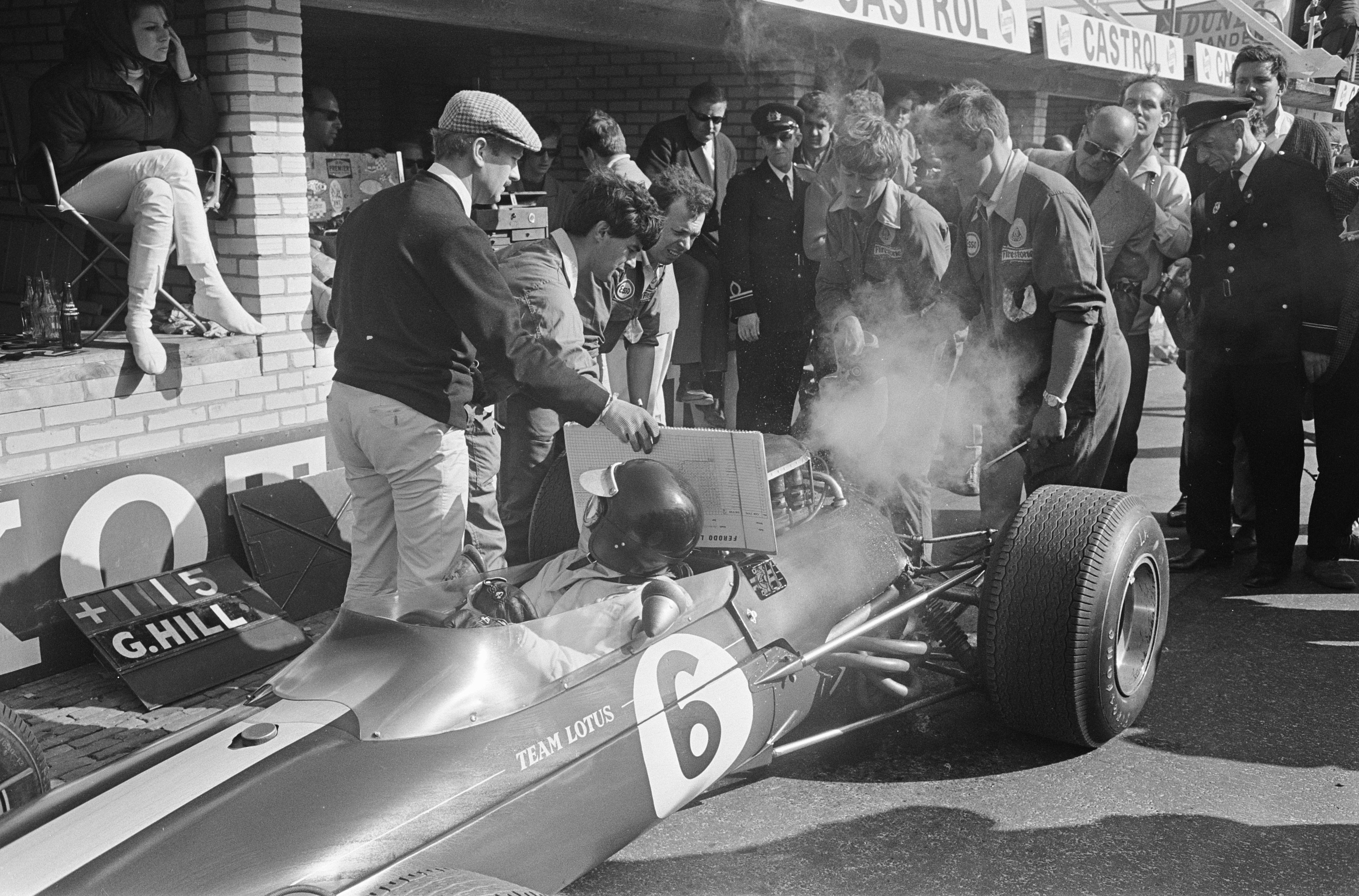
Påfyllning av kylvatten på Jim Clarks Lotus under ett depåstopp.
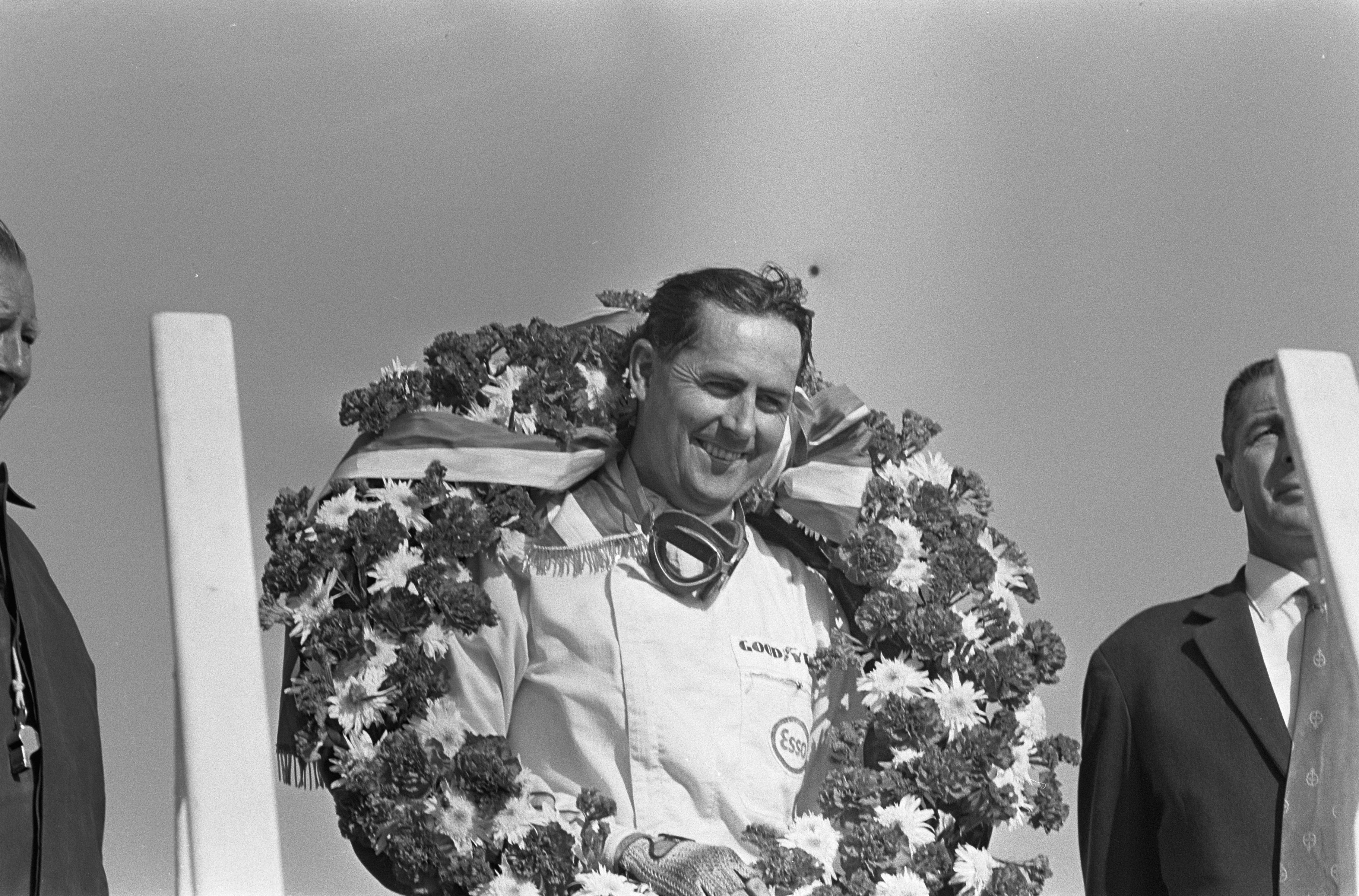
Vinnaren, Jack Brabham med segerkransen.